# David Volksmund Produktion
David Volksmund Produktion wurde als deutsches Plattenlabel 1971 von der deutschen Rockband Ton Steine Scherben gegründet.
David Volksmund ist neben R. P. S. Lanrue ein Pseudonym von Ralph Peter Steitz, dem Gitarristen, Komponisten und Mitbegründer der Band. Ton Steine Scherben hatten gerade mit ihrer Single Macht kaputt, was euch kaputt macht als eine junge Band, politisch linksradikal, einen Achtungserfolg erzielt. Sie bekamen viele Vertragsangebote von Major-Labels, die sich damals ebenfalls als „progressive Schallplattenfirmen“ bezeichneten. Die Band Ton Steine Scherben verzichtete auf vertragliche Verbindungen, um ihre Unabhängigkeit zu wahren und nahm die Vermarktung ihrer Tonträger selbst in die Hand. Alle Alben der Band erschienen fortan unter dem eigenen Label. Den Vertrieb machte man bei den ersten zwei Alben selbst, sie wurden in Bücher- und Schallplattenläden mit politisch linker Ausrichtung und meist jugendlicher Kundschaft verkauft, wie z. B. im Sortiment der überregionalen Buchhandelskette Montanus aktuell. Diverse Singles und ein Sampler erschienen bei Teldec.
Bekannteste Gruppe des Labels waren Ton Steine Scherben, die auch die meisten Veröffentlichungen vorweisen konnten. Daneben wurden Tonträger von Gruppen wie Carambolage oder Stricher veröffentlicht.

## Diskografie

### Studioalben
- 1971: Ton Steine Scherben – Warum geht es mir so dreckig?
- 1972: Ton Steine Scherben – Keine Macht für Niemand (Doppelalbum)
- 1975: Ton Steine Scherben – Wenn die Nacht am tiefsten … (Doppelalbum)
- 1977: Brühwarm und Ton Steine Scherben – Mannstoll
- 1979: Brühwarm und Ton Steine Scherben – Entartet!
- 1980: Carambolage – Carambolage
- 1981: Sender X – Die Zukunft wird schön
- 1981: Ton Steine Scherben – IV (Die Schwarze) (Doppelalbum)
- 1982: Carambolage – Eilzustellung-Exprès
- 1982: Stricher – Stricher
- 1983: Ton Steine Scherben – Scherben
- 1988: Misha Schöneberg – Sternschnuppen
- 2021: Ton Steine Scherben – 50 Jahre